# Jan Ivan Lelley
Jan Ivan Lelley (* 8. September 1938 in Neutra, heute Slowakische Republik) ist ein ungarisch-deutscher Mykologe, außerplanmäßiger Professor an der Rheinischen Friedrich-Wilhelms-Universität Bonn und Gesellschafter-Geschäftsführer der Gesellschaft für angewandte Mykologie und Umweltstudien GmbH (GAMU), Institut für Pilzforschung, in Krefeld. 

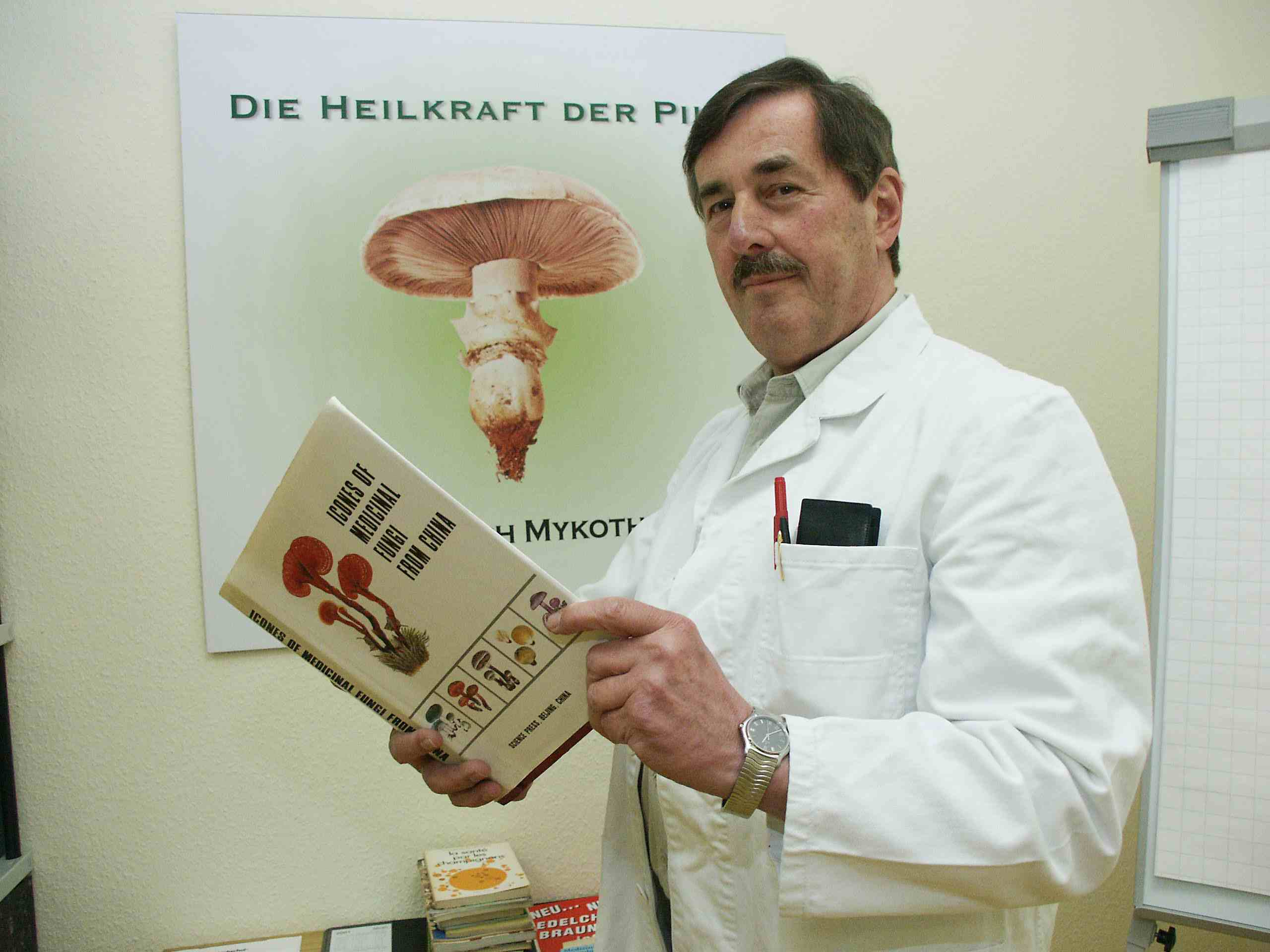
Jan Ivan Lelley (2005)

## Leben
Lelley studierte von 1956 bis 1961 in Ungarn (Budapest und Gödöllő) Agrarwissenschaften mit Spezialisierung auf Mykologie und war danach als wissenschaftlicher Mitarbeiter am Landesinstitut für Agrobotanik in Tápiószele tätig. Er wurde 1963 zum Doctorem Scientiarium Agriculturae promoviert. Er verließ Ungarn 1967 und übersiedelte in die Bundesrepublik Deutschland. Nach Tätigkeit für internationale Unternehmen der Pflanzenschutzmittel-Industrie (Merck und CIBA) und am Institut für Unkrautforschung der Biologischen Bundesanstalt für Land- und Forstwirtschaft (heute JKI) in Hürth-Fischenich und Braunschweig übernahm er im Jahr 1973 die Leitung der Versuchsanstalt für Pilzanbau der Landwirtschaftskammer Rheinland in Krefeld. Im Jahr 1982 habilitierte Lelley sich an der Rheinischen Friedrich-Wilhelms-Universität zu Bonn und erhielt die Venia Legendi für das Lehrgebiet „Mykologie, insbesondere angewandte Mykologie“. Im Jahre 1987 wurde Lelley vom Land Nordrhein-Westfalen zum außerplanmäßigen Professor ernannt.  
Im Jahre 1997 schloss die Landwirtschaftskammer Rheinland aufgrund der sehr angespannten Finanzlage mehrere ihrer Einrichtungen und Standorte. So auch den Standort Krefeld-Großhüttenhof, mit den dort befindlichen Versuchsanstalten. Zu dieser Zeit hatte bereits die GAMU ihre Geschäftstätigkeit aufgenommen, die Lelley, zusammen mit Mitarbeitern der Versuchsanstalt, bereits 1993 gründete. 1998 übernahm Lelley die Geschäftsführung der GAMU und hat diese Funktion bis heute noch inne. Nach mehreren Reorganisationen ist die GAMU heute primär mit der Erforschung von Pilzen mit Heilkraft und mit der Entwicklung und Distribution von Produkten aus Pilzen mit Heilkraft beschäftigt. Lelley ist darüber hinaus als Berater und Fachreferent auf verschiedenen Gebieten der angewandten Mykologie (Makromyceten) im In- und Ausland tätig.
Im Jahre 1994 wurde Lelley die Auszeichnung China „Mushroom City Honorary Mushroom Farmer“ in Qingyuan, Volksrepublik China verliehen. 1996 erhielt er die Auszeichnung „Pro Cultura Fungorum Hungarica“ in Ungarn. Im Jahr 1998 verlieh ihm die Fakultät für Gartenbauwissenschaften der Corvinus-Universität Budapest die Ehrendoktorwürde als Würdigung seiner wissenschaftlichen und international anerkannten Tätigkeit auf den Gebieten der angewandten Mykologie und der Kultivierung von Speisepilzen. Ebenfalls im Jahr 1998 erfolgte die öffentliche Bestellung und Vereidigung als Sachverständiger bei der Landwirtschaftskammer Nordrhein-Westfalen für das Sachgebiet Sonderkulturen-Pilzanbau. 2007 wurde Lelley zum auswärtigen Mitglied der Ungarischen Akademie der Wissenschaften gewählt.
Lelley ist Mitglied in folgenden wissenschaftlichen Gesellschaften:
- International Society for Mushroom Science
- World Society for Mushroom Biology and Mushroom Products
- The American Mushroom Institute
- Deutsche Phytomedizinische Gesellschaft
- Deutsche Gesellschaft für Mykologie
- Vereinigung für angewandte Botanik.

Zurzeit bekleidet Lelley folgende Ehrenämter: 
- International Society for Mushroom Science, (ISMS), Mitglied im Council
- Deutsch-Ungarische Gesellschaft in der Bundesrepublik Deutschland e.V. (DUG), u. a. Präsidiumsmitglied
- Micologia Aplicada International (Editor).

## Veröffentlichungen
Hier ausgewählte Buch-Veröffentlichungen von Lelley in chronologischer Reihenfolge:
- J. Lelley, F. Schmaus: Pilzanbau. Handbuch des Erwerbsgärtners. Bd. 12. Verlag Eugen Ulmer. Stuttgart 1976.
- J. Lelley: Eetbare paddestoelen kweken in eigen huis en tuin. Zomer & Keuning Boeken B.V.Ede. 1979.
- J. Lelley: Verwendungsmöglichkeiten des Müllkompostes im Pilzanbau. In: Müllhandbuch, Lieferung 68. Brich Schmidt Verlag, Berlin, Bielefeld, München 1982.
- J. Lelley: Les Champignons Dans Votre Jardin. Delachaux & Niestlé. Paris 1984.
- J. Lelley: Pilze aus dem eigenen Garten. Völlig neu bearbeitete Neuauflage. BLV-Verlagsgesellschaft. München 1985.
- J. Lelley et al.: Pilzanbau - Biotechnologie der Kulturspeisepilze. Handbuch des Erwerbsgärtners. Verlag Eugen Ulmer. Stuttgart 1991.
- J. Lelley, D. Schmitz: Die Mykorrhiza - Lebensgemeinschaft zwischen Pflanzen und Pilzen. Selbstverlag. Krefeld 1994.
- J. Lelley: A gombák gyógyitó ereje. Mezögazda Kiadó. Budapest 1999.
- J. Pütz, J. Lelley: Lebenselixier Pilze. Egmont vgs Verlagsgesellschaft. Köln 2001.
- J. Lelley: Die Heilkraft der Pilze - Wer Pilze isst lebt länger. 4. völlig neubearbeitete und erweiterte Auflage. Goch 2008, ISBN 978-3933969781.